# I. e. 231
Évszázadok: i. e. 4. század – i. e. 3. század – i. e. 2. század
Évtizedek: i. e. 280-as évek – i. e. 270-es évek – i. e. 260-as évek – i. e. 250-es évek – i. e. 240-es évek – i. e. 230-as évek – i. e. 220-as évek – i. e. 210-es évek – i. e. 200-as évek – i. e. 190-es évek – i. e. 180-as évek
Évek: i. e. 236 – i. e. 235 – i. e. 234 – i. e. 233 –  i. e. 232 – i. e. 231 – i. e. 230 – i. e. 229 – i. e. 228 – i. e. 227 – i. e. 226

## Események

### Görögország
- Az adriai Issza szigetének lakói segítséget kérnek Rómától az illír kalózok ellen. A kalózkodást támogató Agrón király szövetséget köt II. Démétriosz makedón királlyal és kérésére szétveri az észak felé nyomuló aitóliabelieket. A győzelmi lakomán Agrón halálra issza magát. Utóda felesége, Teuta királynő, aki folytatja a kalózkodást.

### Róma
- Marcus Pomponius Mathót és Caius Papirius Masót választják consulnak. Caius Duiliust dictatorrá nevezik ki a következő consulválasztás lefolytatására.
- A rómaiak követséget küldenek Massiliába, hogy kérdőre vonják az ott tartózkodó Hamilcar Barcát ibériai tevékenységéről.

## Születések
- Hierónimosz, szürakuszai türannosz

## Halálozások
- Agrón, illír király

## Fordítás
- Ez a szócikk részben vagy egészben  a(z)   231 BC című angol Wikipédia-szócikk ezen változatának fordításán alapul.  Az eredeti cikk szerkesztőit annak laptörténete sorolja fel. Ez a jelzés csupán a megfogalmazás eredetét és a szerzői jogokat jelzi, nem szolgál a cikkben szereplő információk forrásmegjelöléseként.